# Klettersteig

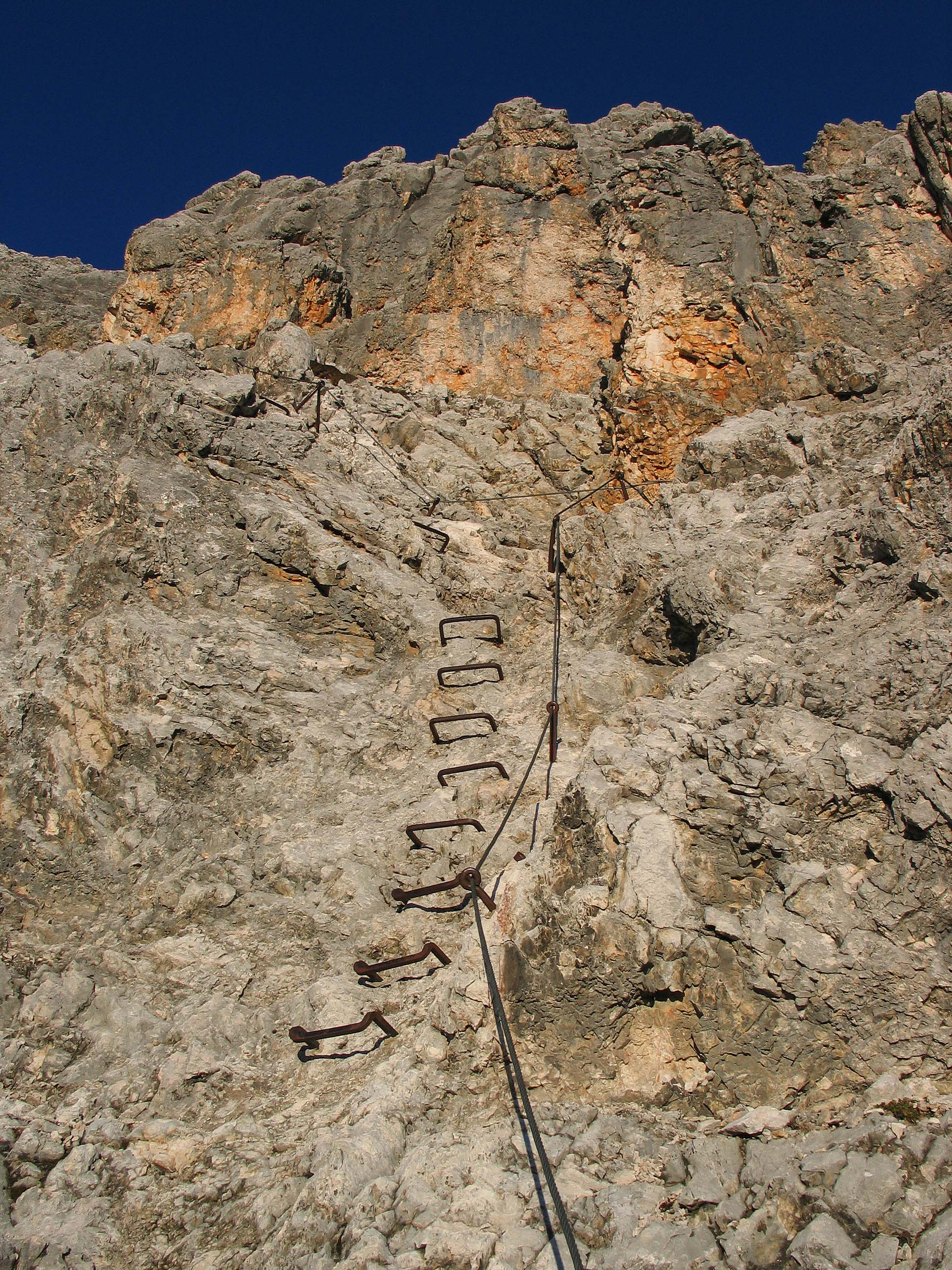
Klammernserie am Einstieg des Hermann-von-Barth-Wegs zur Partenkirchener Dreitorspitze

Klettersteig bezeichnet eine künstlich angelegte Steiganlage im Gebirge, die mit Drahtseilen, Leitern, Klammern und Trittstiften ausgestattet ist. Das in einen Klettersteig eingebrachte Eisen dient einerseits der Fortbewegung (zusätzliche Griffe und Tritte), andererseits der Selbstsicherung mit einem sogenannten Klettersteigset. In schwierigen Klettersteigen kann die Selbstsicherung zusätzlich auch durch einen Seilschaftsverband ergänzt werden. 
Früher wurden Felspassagen von Wanderwegen mit Stahlseilen abgesichert. Daraus entwickelten sich mit der Zeit Klettersteige, die immer schwierigere Routen für Nicht-Kletterer begehbar machten. Heute hat sich das Begehen von Klettersteigen zu einer eigenen alpinen Disziplin weiterentwickelt.
Die italienische Bezeichnung für Klettersteig ist Via Ferrata (Plural: Vie Ferrate), was wörtlich „Eisenweg“ bedeutet und den Charakter gerade moderner Klettersteige sehr gut beschreibt. Die Bezeichnung Via Ferrata wird nicht nur in Italien verwendet, sondern ist auch im deutschsprachigen Raum, im Englischen, im Französischen und darüber hinaus in einigen anderen Ländern üblich. Im Alpenraum gibt es weit über 1000 Klettersteige, davon entfallen gut 500 auf Österreich, wo pro Jahr im Schnitt zehn neue Steige errichtet werden.

## Entstehung der Klettersteige

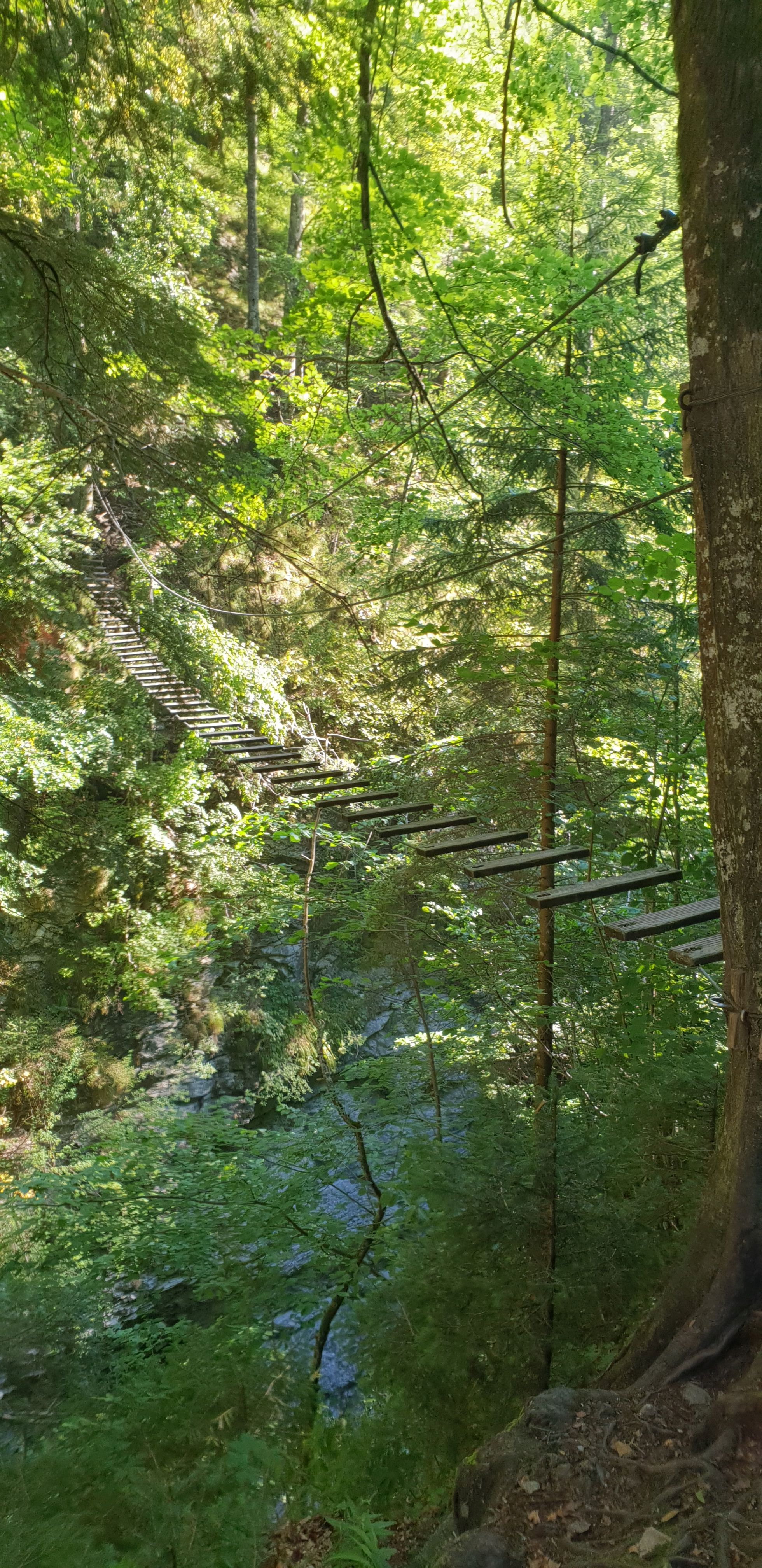
Moderner Sportklettersteig mit Seilbrücke, Postalmklamm Österreich

Leitern und ähnliche Vorrichtungen zur Erschließung von Wegen zwischen Bergdörfern und Almen waren in den Alpen schon vor Jahrhunderten bekannt. Diese Wege dienten jedoch noch nicht touristischen Zwecken, sondern waren in erster Linie Wirtschaftswege. Sie boten auch keinerlei Sicherungsmöglichkeiten und bestanden zu großen Teilen aus Holzelementen. Dennoch können solche Steige als Vorläufer der heutigen Klettersteige gelten. Einige solche Wege, etwa die „Albinenleitern“ bei Leukerbad, sind auch heute noch begehbar.
Das Entstehen des heutigen Klettersteigs kann man in drei Epochen unterteilen:
- Bau der ersten Klettersteige in Europa:

Ab 1843 begann man unter der Leitung von Friedrich Simony mit dem Bau des ersten Klettersteiges in Europa am Dachstein, wobei Eisenzapfen, Handhaken, eingemeißelte Tritte und ein Schiffstau als Steighilfen verwendet wurden. Es folgten 400 m Seilsicherungen 1869 am Großglockner, 1873 ein Klettersteig auf die Zugspitze, in den Pyrenäen erhielten 1880 der Midi d’Ossau und 1881 der Ordesa eiserne Aufstiegshilfen. Im deutschen Alpenraum war 1899 außerdem der Heilbronner Weg einer der ersten klassischen Klettersteige, und in den Dolomiten wurde 1903 die Marmolata ausgerüstet.
- Weltkriegs-Steige:

Viele sehen den Ursprung der modernen Klettersteige im Ersten Weltkrieg. Österreich-Ungarn und Italien führten in Südtirol und im Gebiet des heutigen Slowenien einen Gebirgskrieg, in dem um jeden Gipfel gekämpft wurde. Dafür mussten natürlich Zugangswege für Patrouillen und Nachschub geschaffen werden. Ein Beispiel ist der sogenannte Leiternsteig am Toblinger Knoten in den Sextener Dolomiten.
- Moderne Sportklettersteige:

Neuzeitliche Steige, die ab den 1980er Jahren stark in Mode kamen, unterscheiden sich meist durch besondere Attraktionen oder Schwierigkeiten von den herkömmlichen Steigen. Beispielsweise werden Überhänge oder Seilbrücken in den Steig miteinbezogen. Diese Steige sind meist aus der Überlegung heraus angelegt, dem sportlichen Bergtouristen neue Herausforderungen zu bieten. Initiatoren sind oftmals die örtlichen Tourismusverbände oder Seilbahngesellschaften.
Um das Klettern in Klettersteigen in urbanen Regionen zu ermöglichen, sind in den letzten Jahren auch Klettersteige an Gebäuden entstanden, z. B. 1992 an einer ausgedienten Bunkeranlage oder 2012 am Siloturm Brühl.

## Bauelemente eines Klettersteigs

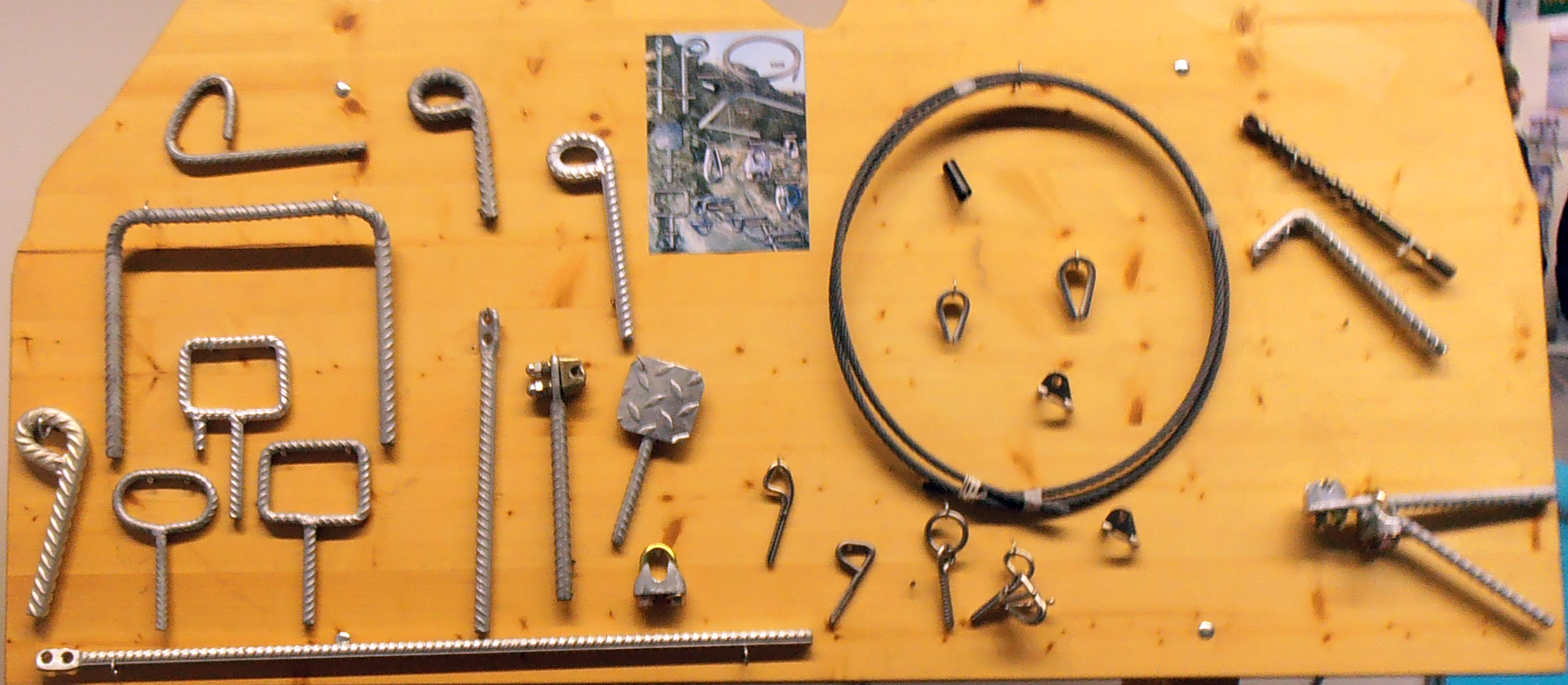
Klettersteig-Bauelemente

Das wesentliche Bauelement eines Klettersteiges ist üblicherweise ein den Steig längs begleitendes Drahtseil, das in je nach Gelände unterschiedlichen Abständen mittels Haken im Fels verankert ist. Diese „Haken“ bestehen häufig aus Bewehrungsstahl (mit erhabenen Rillen gewalzte Stäbe von etwa 12 mm Durchmesser), hier oft mit gebogenen geschweißten Ösen und eingeklebt mit Dübelkleber in Bohrlöcher im Fels.
Das Seil dient ähnlich einem Fixseil sowohl als Hilfe zum Aufstieg als auch zur Sicherung. Manche Klettersteige (vor allem in den Westalpen) sind auch mit zwei getrennten Drahtseilen für die Sicherung und zum Halten ausgestattet. Darüber hinaus gibt es auch weitere, meist aus Eisen gefertigte Hilfen wie Klammern, Stifte, Leitern und Brücken. Manchmal findet man auch künstlich in den Fels geschlagene Griffe und Tritte.
Als Drahtseile überwiegen Seile aus Stahl. Aludrähte über Stahlseilkern („STALU“), wie es bei Hochspannungsleitungen häufig verwendet wird, hat den Vorteil, bei gleichem Metergewicht einen handfreundlicheren größeren Durchmesser aufzuweisen, die Aluminiumlitzen scheuern sich jedoch leichter durch und können dann aufspleißen, also mit den Enden spitz abstehen. Stahlseile mit Kunstfaserkern kommen aus dem Seilbahnbereich, ihr Vorteil ist höhere Flexibilität und ebenfalls größerer Durchmesser.
Jedes Seilende wird durch eine Verankerungsöse zu einer Schlaufe gebogen, innen gegen Abrieb häufig mit einer Kausche verstärkt und typisch mit Bügelklemmen so geklemmt, dass deren Muttern zur Kontrolle gut sichtbar bleiben.

## Klettersteigausrüstung
Die UIAA und der DAV-Sicherheitskreis empfehlen zur Begehung eines Klettersteigs folgende klettersteigspezifische Ausrüstung:
- Klettergurt oder eine Kombination aus Hüftgurt und Brustgurt (Es gibt keinen speziellen Klettersteiggurt, sondern man verwendet Alpin- oder Sportklettergurte)
- UIAA-geprüfter Bergsteigerhelm
- Klettersteigset nach UIAA-Norm (Eine Standplatzsicherung in Form einer fest eingebundenen Bandschlinge ist nicht geeignet, da diese eine Sturzbelastung aus mehreren Metern nicht unbedingt aushält und die fehlende dynamische Bremse zu erheblichen Verletzungen führen kann.)
- Klettersteighandschuhe schützen vor Verletzungen am Stahlseil

Ein aktuelles handelsübliches Klettersteigset nach UIAA-Norm besteht in der Regel aus einem Bandfalldämpfer sowie zwei elastischen Bändern mit jeweils einem Klettersteigkarabiner. Bei einem Sturz wird der Bandfalldämpfer – ein speziell zu diesem Zweck vernähtes Band – aufgerissen. Die zugelassenen Systeme können unterschiedlich konstruiert sein und sind zum dynamischen Abfedern des Sturzes im Stande; auf dem Markt befinden sich einige Varianten, die sich in ihrer falldämpfenden Wirkung stark ähneln.
Bei schwierigen Sportklettersteigen können Kletterschuhe als Ausrüstung notwendig sein, wenn kaum Felstritte oder künstliche Tritte vorhanden sind.
Zusätzlich sind Kletterrucksack und Notfallapotheke erforderlich. Je nach Lage, Länge und Art des Klettersteiges kann folgende alpine Ausrüstung notwendig sein: Wetterschutzkleidung, Handschuhe, Sonnenbrille, Biwaksack, Bergschuhe, Stöcke, Flüssigkeit und Nahrung (Proviant) etc. In seltenen Fällen kommen auch Steigeisen in Betracht.

## Bewertung der Schwierigkeit
Für die Bewertung von Klettersteigen gibt es bislang keine einheitliche, allgemein gültige Skala. Im deutschsprachigen Raum hat sich allerdings die Skala von Kurt Schall (A, B, C, D, E, F) durchgesetzt. Die von „Klettersteigpapst“ Eugen E. Hüsler aufgestellte „Hüsler-Skala“ (K1, K2, K3, …) sowie weitere, vorwiegend regional verbreitete Skalen sind dennoch weiterhin gebräuchlich. Neben der reinen Schwierigkeit sind weitere Kriterien (z. B. Zustiegszeit, Gesamtgehzeit, Höhenunterschied, Exposition, Ausgesetztheit usw.) für die Einschätzung der Anforderungen von Bedeutung. Üblicherweise geht man bei der Einschätzung der Schwierigkeit von Normalverhältnissen aus. In Routenbeschreibungen werden die Touren teilweise in Abschnitte unterteilt, die eine unterschiedliche Schwierigkeitsstufe aufweisen. Bei fraglichem Schwierigkeitsgrad sollte man mehrere Quellen zu Rate ziehen, da es gelegentlich Abweichungen bei der Beurteilung gibt. Subjektive Unterschiede können durch Körpergröße, Kondition, Tagesverfassung usw. auftreten.
Inzwischen gibt es auch Klettersteige, deren Schwierigkeiten die etablierte Bewertungsskala sprengen, indem sie Schwierigkeiten oberhalb der Stufe F aufweisen. Hierzu gehört vor allem der im März 2012 auf Gran Canaria errichtete Klettersteig Ferrata Extraplomix, der die Stufe G erreicht (aktuell geschlossen).
| A (wenig schwierig) K1           | Gelände: flach bis steil, meist felsig oder von Felsen durchsetzt, ausgesetzte Passagen möglich Sicherung: Drahtseile, Ketten, Eisenklammern („Klampfen“) und vereinzelt kurze Leitern; Begehung größtenteils ohne Verwendung der Sicherungseinrichtungen möglich Voraussetzungen: Trittsicherheit und Schwindelfreiheit empfohlen, Bürokondition (hängt allerdings von der Länge der Tour ab) Ausrüstung: Klettersteigausrüstung empfohlen. Geübte Geher werden hier auch ohne Selbstsicherungen anzutreffen sein. Ausland: Italien: F (facile), Frankreich: F (facile) |
| B (mäßig schwierig) K2           | Gelände: steileres Felsgelände, teilweise kleine Tritte, mit ausgesetzten Stellen ist auf jeden Fall zu rechnen Sicherung: Drahtseile, Ketten, Eisenklammern, Trittstifte, längere Leitern (u. U. auch senkrecht); Begehung ohne Sicherungseinrichtungen möglich, aber Schwierigkeiten bis zum 3. Schwierigkeitsgrad (UIAA) sind zu erwarten Voraussetzungen: wie bei A, allerdings bessere Kondition und etwas Kraft und Ausdauer in Armen und Beinen deutlich von Vorteil Ausrüstung: Klettersteigausrüstung empfohlen; Begehung auch im Seilschaftsverband möglich Ausland: Italien: M (media difficoltà), Frankreich: PD (peu difficile) |
| C (schwierig) K3-K4              | Gelände: steiles bis sehr steiles Felsgelände, meist kleine Tritte, längere bzw. sehr häufig ausgesetzte Passagen Sicherung: Drahtseile, Eisenklampfen, Trittstifte, oft längere und sogar überhängende Leitern, Klammern und Stifte können auch weiter auseinander liegen; in senkrechten Abschnitten manchmal auch nur ein Drahtseil; Begehung ohne Benutzung der fixen Sicherungseinrichtungen möglich, Schwierigkeiten liegen aber oft schon im 4. Schwierigkeitsgrad (UIAA) Voraussetzungen: gute Kondition, da längere Anstiege in diesem Schwierigkeitsgrad bereits zu den großen Klettersteig-Unternehmungen zählen Ausrüstung: Klettersteigausrüstung wie B ist dringend zu empfehlen, Ungeübte bzw. Kinder sind eventuell an ein Sicherungsseil zu nehmen Ausland: Italien: D (difficile), Frankreich: D (difficile) |
| D (sehr schwierig) K4-K5         | Gelände: senkrechtes, oft auch überhängendes Gelände; meist sehr ausgesetzt Sicherung: Drahtseil, Eisenklammern und Trittstifte (liegen vielfach weit auseinander); an ausgesetzten und steilen Stellen oftmals nur ein Drahtseil Voraussetzungen: wie bei C, allerdings guter körperlicher Zustand, genug Kraft in Armen und Händen, da längere senkrechte bis überhängende Stellen auftreten können; auch kleinere Kletterstellen (bis zum 2. Schwierigkeitsgrad) ohne Sicherungseinrichtungen sind möglich Ausrüstung: Klettersteigausrüstung obligatorisch, selbst erfahrene Klettersteiggeher sind im Seilschaftsverband anzutreffen; für Anfänger und Kinder nicht empfehlenswert Ausland: Italien: MD (molto difficile), Frankreich: TD (très difficile)                                                                |
| E (extrem schwierig) K6          | Gelände: senkrecht bis überhängend; durchwegs ausgesetzt; sehr kleine Tritte oder Reibungskletterei Sicherung: wie D, allerdings öfter mit Kletterei kombiniert Voraussetzungen: viel Kraft in Händen (Fingern), Armen und Beinen, erhöhtes Maß an Kondition, Beweglichkeit, über längere Strecken kann die Hauptlast auf den Armen liegen Ausrüstung: Klettersteigausrüstung obligatorisch, Seilschaftsverband gerade bei Touren mit Stellen ohne Sicherungseinrichtungen überlegenswert; für Anfänger und Kinder nicht zu empfehlen Ausland: Italien: ED (estrema difficoltà), Frankreich: ED (extrêmement difficile) |
| F (mehr als extrem schwierig) K7 | Gelände: primär überhängend; ausgesetzt; sehr kleine Tritte oder Reibungskletterei Sicherung: wie E, kombiniert mit Kletterei Voraussetzungen: wie E, jedoch gutes Kletterkönnen obligatorisch Ausrüstung: Klettersteigausrüstung obligatorisch, Toprope-Sicherung empfehlenswert; nicht empfehlenswert für Personen, die den Schwierigkeitsgrad E nicht einfach beherrschen. Bemerkung: Derzeit gibt es im Alpenraum nur wenige Klettersteige der Stufe F. |
| G (höchste Schwierigkeit) K7     | Gelände: oft vertikal, auf langen Passagen überhängend Sicherung: wie F, mit größeren Anforderungen an die Athletik Voraussetzungen: wie F, jedoch sehr gutes Sportkletterkönnen obligatorisch Ausrüstung: Klettersteigausrüstung obligatorisch, Toprope-Sicherung empfehlenswert; nicht empfehlenswert für Personen, die den Schwierigkeitsgrad E nicht sehr sicher beherrschen Bemerkung: Bislang nur ein Klettersteig in dieser Stufe: Ferrata Extraplomix auf Gran Canaria. |

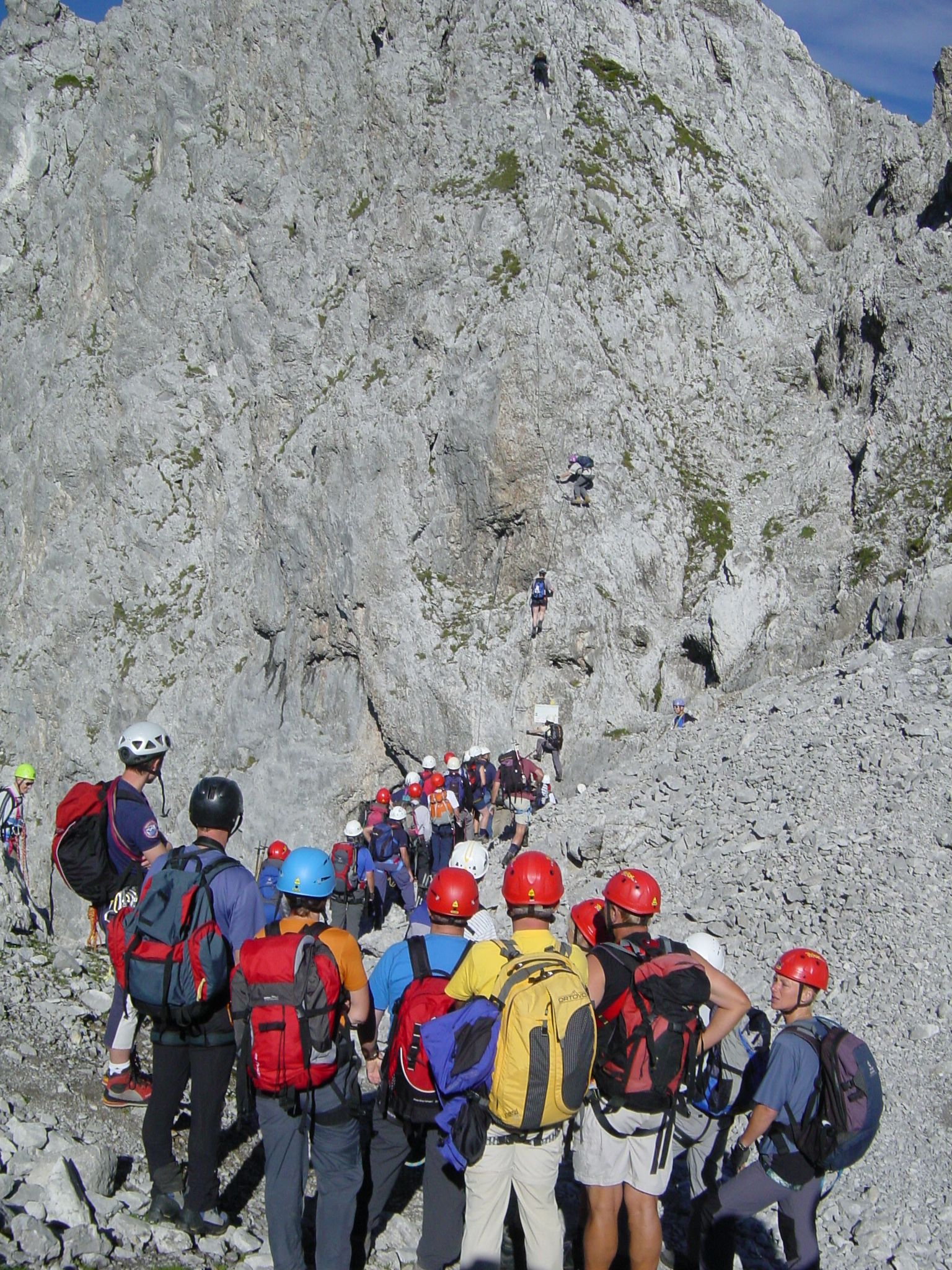
Gefahr durch Steinschlag verursacht von anderen Kletterern

## Gefahren und Risiken
- Wetter: Aufgrund der meist aus Eisen hergestellten Versicherungen sind Klettersteige bei Gewittern besonders gefährlich. Metallene Drahtseile können wie Blitzableiter Blitzströme ableiten, was die im Gebirge ohnehin schon gesteigerte Blitzschlaggefahr zusätzlich erhöht. Bei Wetterstürzen können des Weiteren die Drahtseile vereisen und nicht mehr die nötige Reibung bieten. Wenn sie unter Schnee begraben sind, können sie nicht mehr benutzt werden.[3]

- Steinschlag: Auch das Steinschlagrisiko ist in Klettersteigen zu beachten. Da Klettersteige meist von mehr Menschen begangen werden als alpine Kletterrouten in vergleichbarem Gelände, ist die Gefahr des Abtretens von Steinen hier besonders hoch.

- Sturz: Häufig werden auch die Gefahren durch einen Sturz in Klettersteigen unterschätzt. Selbst bei richtiger Anwendung des Klettersteigsets können Stürze mehrere Meter weit sein; nämlich bis zur nächsten Verankerung des Drahtseils. Das starre Drahtseil und seine Verankerungen bremsen den Körper äußerst abrupt ab. Bei einem solchen Sturz können höhere Fangstoßkräfte entstehen als bei Stürzen beim Klettern, da diese vom elastischen Kletterseil gehalten werden. Stürze, bei denen der Falldämpfer auslöst, enden in über 90 % mit schweren Verletzungen.[9] Da der Sturz entlang des von allen Kletterern gemeinsam benutzten Drahtseiles erfolgt, können auch Nachfolgende in Mitleidenschaft gezogen werden.[10] Besonders bei ungeübten Kletterern wird daher häufig zusätzliches konventionelles Sichern empfohlen.

- Fehler: Nach dem Österreichischen Alpenverein ist eine der Hauptursachen der in den letzten Jahren deutlich zugenommenen Klettersteigunfälle unterdessen nicht in einer falschen Ausrüstung, sondern vielmehr beim „Faktor Mensch“ zu suchen. Der Grund: „Selbst das beste und technisch ausgeklügeltste Klettersteigset ist vollkommen nutzlos, wenn man damit nicht umgehen kann.“[11] Neben einem deutlichen Verletzungsrisiko können, wenn die vorgeschriebene Klettersteigbremse nicht oder falsch verwendet wird, bei einem Sturz am Drahtseil schwere und auch tödliche Verletzungen auftreten. Ohne ein dynamisches Bremssystem können Drahtseilbrüche, Karabinerbrüche und Seilrisse auftreten.